# King Kobra
King Kobra est un groupe américain de heavy metal, fondé par le batteur Carmine Appice après son passage chez Ozzy Osbourne de 1983 à 1984.

## Histoire
Pour ses deux premiers albums, le groupe est composé de quatre musiciens relativement inconnus : la chanteuse Marcie Free, le guitariste David Michael-Philips, le guitariste Mick Sweda et le bassiste Johnny Rod. Après deux albums sur Capitol Records - Ready to Strike (9 novembre 1985) et Thrill of a Lifetime (1986) - et l'album indépendant King Kobra III en 1988, Appice décide de dissoudre le groupe et de rejoindre le guitariste John Sykes pour son projet Blue Murder en 1989.
Un nouveau King Kobra voit le jour en 2010 avec Carmine Appice à la batterie, Paul Shortino au chant, Mick Sweda à la guitare, David Henzerling (alias David Michael-Philips) à la guitare et Johnny Rod à la basse. Cette formation sort l'album éponyme King Kobra en 2011 sur Frontiers Records et un autre album en 2013, intitulé King Kobra II. Le groupe se met en pause après la sortie de l'album de 2013, en grande partie en raison d'autres engagements des membres individuels du groupe.
Le 18 juillet 2023, le groupe annonce que son nouvel album, We Are Warriors, sortirait le 11 août. Le titre de l'album sort également en single. Le line-up comprend les nouveaux guitaristes Carlos Cavazo et Rowan Robertson, anciennement de Quiet Riot et Dio respectivement.

## Discographie

### Albums studio
- 1985 : Ready to Strike
- 1986 : Thrill of a Lifetime
- 1988 : King Kobra III
- 2011 : King Kobra
- 2013 : King Kobra II
- 2023 : We Are Warriors

### Compilations
- 1999 : The Lost Years
- 2001 : Hollywood Trash
- 2005 : Number One (réédition de The Lost Years)